# Magheru, Mehedinți
Magheru este un sat în comuna Breznița-Ocol din județul Mehedinți, Oltenia, România.